# 許傑輝
許傑輝（英語：Jeffery Hsu，1966年1月12日—），台灣主持人、演員、製作人、教師，暱稱阿輝。曾為主持人吳宗憲旗下「憲憲家族」重要成員，以及台灣政治反串娛樂節目《全民最大黨》的固定演員班底，後不時擔任兩岸戲劇表演指導或校園教職。
2023年6月15日，因多名女藝人受害者指控權勢猥褻與性騷擾，宣佈引退。

## 演藝生涯
許傑輝因熱愛表演工作，進入演藝圈。剛入行時，他擔任電視節目幕後工作人員，執行發通告、製作和服裝等相關工作，並參與編導職務。後來許從幕後走向幕前，參與演出《佳家福》、《母雞帶小鴨》和不同劇團演出。1992年起，許傑輝接受導演王小棣的表演訓練，加入台灣第一個社區型實驗劇場「民心劇場」；之後，他參與紙風車劇團、綠光劇團、當代傳奇劇場的傳統現代劇以及明華園歌仔戲等演出。
許傑輝曾加入主持人吳宗憲旗下的「憲憲家族」，成為其中重要成員，參與主持各電視台多檔節目；也曾主持公視外景行腳兒童節目《下課花路米》達十年，亦參與《2100全民亂講》、《全民大悶鍋》、《全民最大黨》等每天以主持與模仿針砭時事的綜藝節目，從中累積九年的全程現場直播經驗。許經常模仿的人物有王永慶、周遊、蔡康永、沈文程、游錫堃、管碧玲、蔡同榮、陳文茜、邱毅、郝龍斌、朱鳳芝、王蘭、徐永明、黃家進等人。許傑輝參與綜藝節目、兒童節目、戲劇節目等不同領域，數次入圍金鐘獎並獲得電視表演相關獎項。
除了活躍於電視圈，許傑輝後投入文創產業，擔任臺灣第一齣百老匯觀光定目劇《臺灣舞孃》總導演。許在劇場領域對執行製作、編劇、導演、演出等皆有涉獵，亦逐漸踏入專業講師領域。他因自身的表演與指導專才，進軍中國大陸電視產業。2012年至2014年間，許傑輝固定於湖南衛視《百變大咖秀》擔任評審、表演指導老師；2015年擔任由中國大陸男子偶像團體TFboys擔綱演出之網路劇《超少年密碼》的表演指導老師。此外，許傑輝於台灣的和春技術學院、義守大學以專技副教授的資格受聘任教，教授表演和創意思考相關課程，亦不時應邀對大專院校和企業團體等單位進行演講或開辦課程。

## 個人生活
許傑輝對於種菜農作與園藝植栽有濃厚的興趣，因此有「都市自耕農」的稱號。2010年9月12日，許傑輝與女朋友陳宛君完婚。

## 爭議

### 人身攻擊
2006年，許傑輝和沈文程於八大電視台搭檔主持本土歌唱表演節目《愛拼才會贏》時，口出惡言嘲諷當年體型較為豐腴的臺語女歌手曹雅雯和徐紫淇（徐芷頎）是「大象」。

### 猥褻與性騷擾事件
2023年6月14日起，許傑輝被、短今等在內的多名女藝人受害者指控性騷擾、權勢猥褻，具體行為包括擔任劇情導演工作時要求「用乳溝夾巧克力」，用童子拜觀音方式戳女學員肛門，用表演指導趁機摸女大學生胸部，以及要求女學員穿性感泳裝拍照當作業繳交。隨後揭露其以往下課花路米與全民大悶鍋等節目皆因性騷擾工作人員為故，而不再合作。6月15日，許傑輝發佈聲明宣布退出演藝圈。
同日晚間公視發表聲明，與《我的婆婆怎麼那麼可愛2》製作團隊討論後，決定自15日起暫緩拍攝，許傑輝飾演角色將換角，最終改由洪都拉斯飾演 。6月22日，電視劇《地獄里長》劇組透過聲明表示，許傑輝將從戲中除名，相關戲份刪減播出。。

## 作品

### 主持作品

#### 電視節目
- 東森綜合台《Jacky Show》
- ET Jacky《心靈捕手》
- 公共電視台《下課花路米》
- 公共電視台《暑假花路米》
- 公共電視台《運書機13號》
- 中視《周日八點黨》、《全能綜藝通》
- 民視《綜藝大集合》
- 華視《摩登蛋頭族》、《無敵星期六》、《決戰濁水溪》
- 八大電視台《愛拼才會贏》
- 公共電視台《50真來電》
- 公共電視台、華視教育文化頻道《校園＋－×廚》
- 公共電視台《台灣囝仔，讚！》

### 戲劇作品

#### 電視劇
| 年份   | 劇名                          | 飾演                 | 播出頻道          | 備註           |
| ------ | ----------------------------- | -------------------- | ----------------- | -------------- |
| 1989年 | 全家福                        | 不明                 | 華視              | 客串           |
| 1990年 | 佳家福                        | 游勇志               | 華視              |                |
| 1992年 | 母雞帶小鴨                    | 高明輝               | 華視              |                |
| 1996年 | 大巡按蕃薯官                  | 林度才               | 中視              |                |
| 1997年 | 施公奇案-辣筆老辛             | 辛五                 | 華視              |                |
| 1997年 | 伴你一生                      | 徐金堂               | 華視              | 少年           |
| 1998年 | 妙精靈                        | 稻草人               | 中視              | 兒童取向電視劇 |
| 2001年 | 流氓教授                      | 王友輝               | 台視              |                |
| 2002年 | 超人氣學園                    | 王德福               | 民視              |                |
| 2002年 | 好運今年輪到我                |                      | 台視              |                |
| 2004年 | 住左邊住右邊                  | 許賽門(許桑)         | 三立都會台        |                |
| 2012年 | 禎甄高興見到你                | 禎媽                 | 緯來綜合台        |                |
| 2012年 | 愛你一百年                    | 梁老闆、曾開衍、老闆 | 公視              |                |
| 2012年 | 人生劇展-大路                 | 林文明               | 公視              |                |
| 2013年 | 陳亞蘭歌仔戲 - 天龍傳奇       | 店小二               | 民視              |                |
| 2014年 | 華視天王豬哥秀 - 天生不對單元 | 豬母                 | 華視              |                |
| 2019年 | 用九柑仔店                    | 廖阿俊               | 三立都會台        |                |
| 2020年 | 我的婆婆怎麼那麼可愛          | 陳一朗/陳一公        | 公視              |                |
| 2022年 | 我願意                        | 馬西                 | Hami Video        |                |
| 2023年 | 找死俱樂部                    | 徐再添               | AXN               |                |
| 2023年 | 最佳利益2－決戰利益           | 王正凱               | 公視、八大戲劇台  |                |
| 2023年 | 地獄里長                      | 羅正雄               | 公視、三立都會台  |                |
| 2023年 | 生命捕手                      | 徐父                 | 東森戲劇台、公視+ |                |
| 2024年 | 生命捕手2                     | 徐父                 | 東森戲劇台、公視+ |                |

#### 電影
| 年份   | 片名                   | 飾演         | 導演   |
| ------ | ---------------------- | ------------ | ------ |
| 1993年 | 無言的山丘             | 賣魚販       | 王童   |
| 1994年 | 熱帶魚                 | 盧非         | 陳玉勳 |
| 1995年 | 多桑                   | 連清科的弟弟 | 吳念真 |
| 1997年 | 我的神經病             |              | 王小棣 |
| 1999年 | 神探兩個半之學校有鬼   |              | 吳宗憲 |
| 2015年 | 我的少女時代           | 林北一       | 陳玉珊 |
| 2017年 | 健忘村                 | 林金財       | 陳玉勳 |
| 2023年 | 我的婆婆怎麼把OO搞丟了 | 陳一朗       | 鄧安寧 |

#### 舞台劇
| 年份   | 劇團           | 名稱                        | 備註     |
| ------ | -------------- | --------------------------- | -------- |
| 1992年 | 民心劇場       | 莎士比亞之夜                | 演出     |
| 1992年 | 民心劇場       | 非三岔口                    | 演出     |
| 1993年 | 當代傳奇劇場   | 樓蘭女                      | 演出     |
| 1994年 | 紙風車兒童劇團 | 太陽王國歷險記              | 演出     |
| 1994年 | 紙風車兒童劇團 | 妙猴王大鬧花果村            | 演出     |
| 1996年 | 紙風車兒童劇團 | 貓捉老鼠                    | 演出     |
| 1998年 | 綠光劇團       | 領帶與高跟鞋-同學會         | 演出     |
| 1999年 | 綠光劇團       | 結婚？結昏？-辦桌「典藏版」 | 演出     |
| 2003年 |                | 亂演救台灣                  | 美國巡演 |

#### 動畫配音
- 《魔法阿媽》：酷罗、玩具阿妈
- 《紅孩兒：決戰火焰山》：蟾蜍
- 《鲨鱼黑帮》：連尼
- 《機器人歷險記》：銳切
- 《料理鼠王》：史老闆
- 《快樂腳》
- 《妖怪手錶電影版：誕生的秘密喵！》：浮游喵

#### 音樂錄影帶
- 2000年 周杰倫《鬥牛》

#### 表演指導
| 年份        | 類型     | 名稱                      | 備註                      |
| ----------- | -------- | ------------------------- | ------------------------- |
| 2012-2014年 | 真人秀   | 百變大咖秀 第一季至第五季 | 評審、模仿指導            |
| 2014年      | 真人秀   | 中國好男兒                |                           |
| 2015年      | 電影     | 我的少女時代              | 導演：陳玉珊              |
| 2016年      | 真人秀   | 對口型大作戰              |                           |
| 2016年      | 真人秀   | 全員加速中                |                           |
| 2016年      | 真人秀   | 十三億分貝                |                           |
| 2016年      | 網路劇   | 超少年密碼                | 監製：焦雄屏 導演：鄭芬芬 |
| 2017年      | 網劇     | 終極三國2017              | 導演：吳建新、馮家瑞      |
| 2017年      | 網劇     | 我們的少年時代            |                           |
| 2017年      | 電視劇   | 花甲男孩轉大人            | 導演：瞿友寧、李青蓉      |
| 2017年      | 五月天MV | 成名在望                  | 導演：陳奕仁              |

#### 導演
| 年份   | 類型           | 名稱       | 備註         |
| ------ | -------------- | ---------- | ------------ |
| 2013年 | 定目劇         | 臺灣舞孃   | 總導演       |
| 2015年 | 公視青少年節目 | 少年ㄟ哩來 | 製作人、導演 |
| 2020年 | 短片           | 88海水浴場 | 導演         |

### 音樂作品

#### 合作單曲
| 時間   | 歌曲       | 劇名                           | 曲別   | 演唱者                                                                             |
| 2020年 | 《阿無莫》 | 電視劇《我的婆婆怎麼那麼可愛》 | 片頭曲 | 傅薇、高蕾雅、魯庭雨、孔晨羽、水君、王暹康、鍾欣凌、許傑輝、邱凱偉、王少偉、楊銘威 |

### 製作作品
- 2015年 公視《少年ㄟ哩來》製作人

## 出版作品
- 2022年1月1日，《我不是最耀眼的但可以是最努力的：許傑輝的管家心理自學法》，出版社：大田，ISBN 9789861796581。

## 獎項紀錄

### 電視金鐘獎
| 年份   | 頒獎單位     | 獎項                 | 電視節目             | 電視台     | 結果 |
| ------ | ------------ | -------------------- | -------------------- | ---------- | ---- |
| 2001年 | 第36屆金鐘獎 | 娛樂諧趣節目主持人獎 | 無敵星期六           | 中華電視台 | 提名 |
| 2002年 | 第37屆金鐘獎 | 兒童少年節目主持人獎 | 下課花路米           | 公共電視   | 提名 |
| 2004年 | 第39屆金鐘獎 | 娛樂綜藝節目主持人獎 | 綜藝大集合           | 全民電視台 | 提名 |
| 2005年 | 第40屆金鐘獎 | 最佳演出人獎         | 下課花路米           | 公共電視   | 提名 |
| 2006年 | 第41屆金鐘獎 | 最佳演出人獎         | 下課花路米           | 公共電視   | 獲獎 |
| 2007年 | 第42屆金鐘獎 | 娛樂綜藝節目主持人獎 | 全民大悶鍋           | 中天電視台 | 提名 |
| 2008年 | 第43屆金鐘獎 | 娛樂綜藝節目主持人獎 | 全民最大黨           | 中天電視台 | 提名 |
| 2008年 | 第43屆金鐘獎 | 歌唱綜藝節目主持人獎 | 愛拼才會贏           | 八大電視   | 提名 |
| 2009年 | 第44屆金鐘獎 | 娛樂綜藝節目主持人獎 | 全民最大黨           | 中天電視台 | 提名 |
| 2010年 | 第45屆金鐘獎 | 兒童少年節目主持人獎 | 下課花路米           | 公共電視   | 提名 |
| 2021年 | 第56屆金鐘獎 | 戲劇節目男主角獎     | 我的婆婆怎麼那麼可愛 | 公共電視   | 提名 |

### 新聞局
| 年份   | 頒獎單位 | 獎項                            | 電視節目   | 電視台   | 結果 |
| ------ | -------- | ------------------------------- | ---------- | -------- | ---- |
| 2004年 | 新聞局   | 優良兒童及少年節目 最佳演出人獎 | 下課花路米 | 公共電視 | 獲獎 |

### 紐約國際影展
| 年份   | 頒獎單位     | 獎項       | 電視節目   | 電視台   | 結果   |
| ------ | ------------ | ---------- | ---------- | -------- | ------ |
| 2006年 | 紐約國際影展 | 青少年節目 | 下課花路米 | 公共電視 | 銅牌獎 |

### 東京國際短片節
| 年份   | 頒獎單位           | 獎項     | 短片名稱       | 負責職位 | 結果 |
| ------ | ------------------ | -------- | -------------- | -------- | ---- |
| 2020年 | 2020東京國際短片節 | 電影短片 | 《88海水浴場》 | 導演     | 提名 |

### 芝加哥國際兒童影展
| 年份   | 頒獎單位               | 獎項     | 短片名稱       | 負責職位 | 結果 |
| ------ | ---------------------- | -------- | -------------- | -------- | ---- |
| 2020年 | 2020芝加哥國際兒童影展 | 劇情短片 | 《88海水浴場》 | 導演     | 提名 |

### 高雄國際電影節
| 年份   | 頒獎單位           | 獎項     | 短片名稱       | 負責職位 | 結果 |
| ------ | ------------------ | -------- | -------------- | -------- | ---- |
| 2020年 | 2020高雄國際電影節 | 電影短片 | 《88海水浴場》 | 導演     | 提名 |

### 金穗獎
| 年份   | 頒獎單位   | 獎項       | 短片名稱       | 負責職位 | 結果 |
| ------ | ---------- | ---------- | -------------- | -------- | ---- |
| 2020年 | 2021金穗獎 | 最佳劇情片 | 《88海水浴場》 | 導演     | 提名 |

### 中華民國全國兒童守護天使
| 年份   | 獎項                     | 結果 |
| ------ | ------------------------ | ---- |
| 2011年 | 中華民國全國兒童守護天使 | 獲獎 |

## 外部連結
- 許傑輝的Facebook專頁
- 許傑輝的新浪微博
- 許傑輝的新浪博客
- 許傑輝在互联网电影资料库（IMDb）上的資料（英文）
- 許傑輝在香港影庫上的簡介
- 許傑輝在豆瓣上的资料（简体中文）
- 許傑輝在台灣電影網上的資料（繁體中文）
- 華文影史庫 許傑輝 簡介 （页面存档备份，存于）